# Hans Schaanning

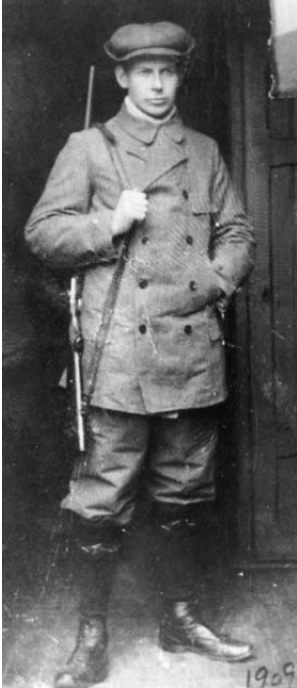
Hans Schaanning

Hans Thomas Lange Schaanning (* 2. März 1878 in Christiania, heute Oslo, Norwegen; † 5. März 1956 in Kragerø, Norwegen) war ein norwegischer Ornithologe und Polarforscher.

## Leben
Hans Schaanning wurde 1878 als Sohn des Oberingenieurs Peder Schaanning (1843–1898) und dessen Frau Agnes Helene Salvesen (1849–1934) geboren. Sein Interesse richtete sich frühzeitig auf die Ornithologie. Schon als Schüler verfasste er eine Arbeit über die norwegischen Vögel. Er begann ein Studium an der Universität von Christiania und erhielt ein Stipendium für eine Reise nach Pasvik an der norwegisch-russischen Grenze im Sommer des Jahres 1900. Anschließend brach er sein Studium ab und kehrte noch im Herbst 1900 nach Pasvik zurück. Begleitet wurde er von Johan Koren, der als Schiffsjunge an der Belgica-Expedition in die Antarktis teilgenommen und dabei als Gehilfe des Zoologen Emil Racoviță Kenntnisse in der Herstellung tierischer Präparate erworben hatte. Sie sammelten Eier und Vogelbälge, mit denen sie Museen und Sammler in Norwegen, Finnland und Russland belieferten. Am 13. April 1902 heiratete Schaanning die 15-jährige Tochter seines finnischen Nachbarn und Vermieters, Elsa („Elsalil“) Fiina Rautiola (1886–1907). Anschließend nahmen er und Koren als Assistenten Hans Riddervords an Kristian Birkelands Nordlichtexpedition teil und überwinterten auf Nowaja Semlja. Bis 1906 währte die Zusammenarbeit mit Koren. In dieser Zeit verkauften sie 52 Schädel, 224 Felle, 1557 Bälge und 2488 Eier.
1907 veröffentlichte Schaanning ein Buch über die Vögel der östlichen Finnmark. Er zog von der finnisch-russischen auf die norwegische Seite des Tals und baute dort ein Haus auf dem Anwesen, das er Noatun nannte. Im Sommer starb Elsa 21-jährig und ließ ihn mit drei Kindern zurück. 1909 heiratete Schaanning erneut. Hedevig Lysholm Schjelderup (1888–1973) war die Tochter des Konsuls Jørgen Lysholm Schjelderup (1852–1928). Das Paar lebte noch bis 1911 auf Noatun und zog dann nach Christiania. Schaanning lebte hier als Privatmann und beschäftigte sich mit Vogelstudien. 1916 erschien sein zweites Buch Jægerliv nordpaa (deutsch „Jägerleben im Norden“). 1918 nahm er eine Stelle als Kurator der zoologischen Abteilung des Stavanger Museums an. Der Schwerpunkt der Sammlungen wechselte nun von den Insekten zu den Vögeln. 1920 gründete Schaanning die erste norwegische ornithologische Gesellschaft, den Vorläufer der heutigen Norsk Ornitologisk Forening, und 1921 die erste vogelkundliche Zeitschrift Norwegens, die Norsk ornithologisk tidsskrift, die bis 1935 erschien. 1937 gründete er in Jæren die Vogelwarte Revtangen, die erste derartige Einrichtung in den nordischen Ländern. Hier begann er die Beringung von Vögeln in Norwegen.
Obwohl Hans Schaanning keinen Studienabschluss in Zoologe besaß, galt er als hervorragender Kenner der norwegischen Vogelwelt und ausgezeichneter Feldzoologe. Er bearbeitete die ornithologischen Sammlungen aller norwegischen Arktisexpeditionen seiner Zeit von Otto Sverdrups Fram-Expedition 1898–1902 über Kristian Birkelands Nordlichtexpedition 1902–1903, Roald Amundsens Gjøa-Expedition 1903–1907 und Maud-Expedition 1918–1925 bis zu den Expeditionen nach Ostgrönland und Jan Mayen am Beginn der 1930er Jahre.
1948 ging Hans Schaanning in den Ruhestand und ließ sich auf der Insel Kragerø nieder. In seiner 1954 erschienenen letzten wissenschaftlichen Publikation beschäftigte er sich mit der Sammlung ostsibirischer Vögel seines bereits 1919 in Wladiwostok verstorbenen Freundes Johan Koren.

## Schriften (Auswahl)
- Østfinmarkens fuglefauna. Ornitologiske meddelelser vedrorende trakterne om Varangerfjorden, specielt Sydvarangers fauna i aarene 1900–1906. In: Bergens Museum Aarbog. 1907, S. 1–98
- Norsk fugle-register. En systematisk ordnet navnefortegnelse over Norges fugle og deres utbredelse hos os, tillikemed samtlige literaturnavne i tiden. 1599–1912. In: Bergens Museum Aarbog. Band 6, 1913
- Jægerliv nordpaa, Cammermeyers Forlag, 1916
- Norges Fuglefauna. Cappelens Forlag, 1916
- Die Vögel. Report of the Scientific Results of Norwegian Expedition to Novaya Zemlja. 1921. S. 1–15.
- Birds from the North-Eastern Siberian Arctic Ocean. The Norwegian North Polar Expedition with the «Maud» 1918–1925. Band  5, Nr. 6. 1928, S. 3–16.
- Zoological results of the Norwegian scientific expeditions to East-Greenland. 1. A Contribution to the Bird Fauna of East-Greenland. 2. A Contribution to the Bird Fauna of Jan Mayen. Oslo 1933. (= Skrifter om Svalbard og Ishavet. Band 49)
- «Gjøa» expedition & «Fram» Expedition. Birds from Arctic North-America: Ornithological results of the Fram-Expedition 1898–1902 and the Gjøa-Expedition 1903–1907. A. W. Brøggers, Oslo 1933
- A Contribution to the Ornithology of Eastern Siberia. In: Nytt magasin for zoologi, 1954, S. 91–115.